# Коручка пурпурова
Коручка пурпуро́ва (Epipactis purpurata) — рідкісна багаторічна рослина родини зозулинцевих. Вид занесений до Червоної книги України та Червоного списку Міжнародного союзу охорони природи. Перспективна декоративна рослина.

## Опис

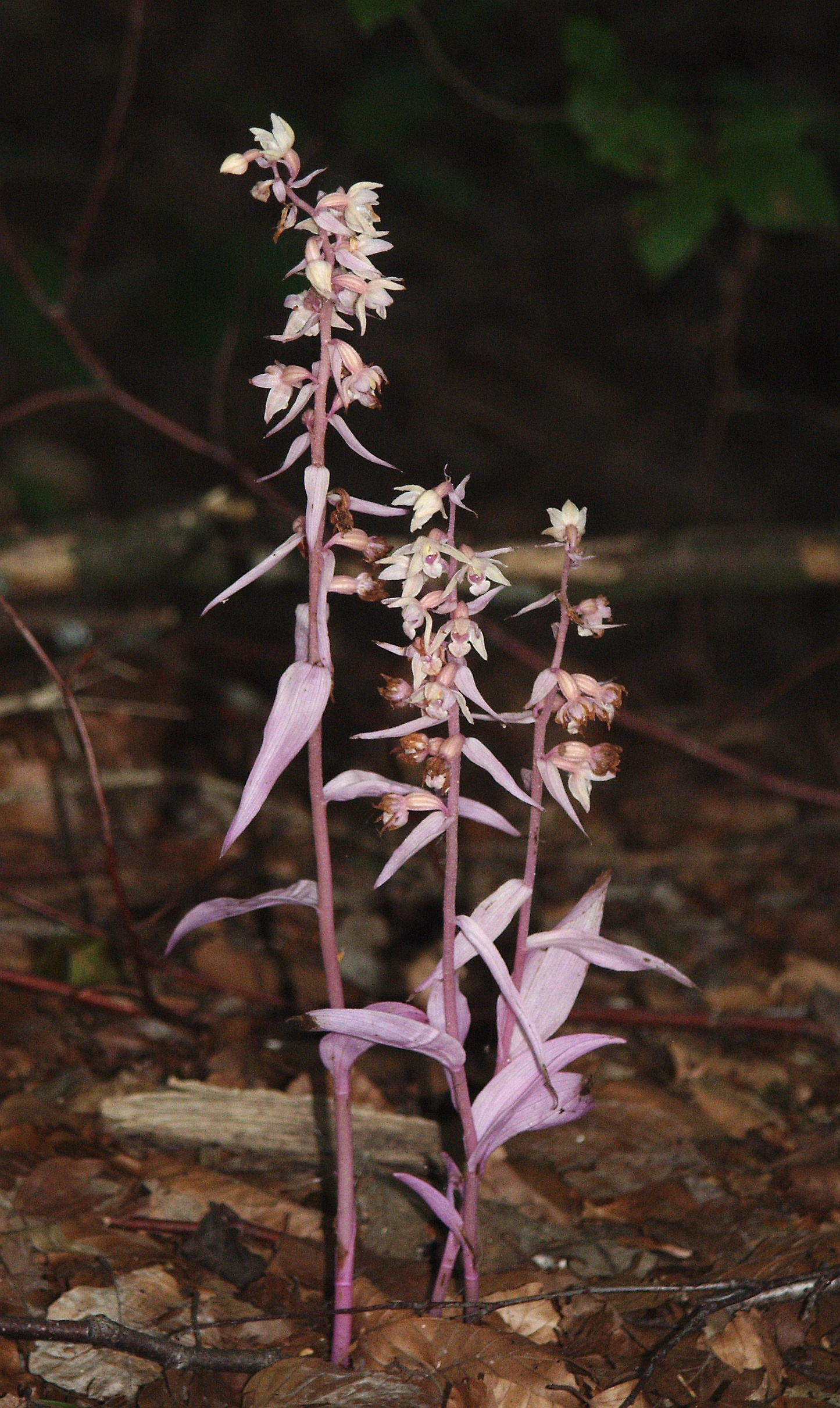
Коручка пурпурова різновиду рожева — безхлорофільна форма

Трав'яниста рослина 15-70 см заввишки, геофіт. Кореневище коротке, вертикальне. Стебел може бути декілька, вони прямостоячі, міцні, пурпурові, при основі вільно обгорнуті гострими пурпуровими піхвами, у верхній частині густо-коротко-запушені. Безплідні пагони трапляються вкрай рідко. Листки сіро-зеленкуваті, зісподу пурпурові, середні — коротші за міжвузля, рідше — трохи довші від нього.
Суцвіття густе, складається з 7-40 квіток, перед цвітінням трохи поникле. Приквітки ланцетні, загострені, за винятком верхніх довших від квіток. Квітки без запаху, широко відкриті. Чашолистки яйцеподібні, 12-15 мм завдовжки, 2-5 мм завширшки, зелені з бронзовим відтінком, рідше — коричневі або пурпурові. Листочки оцвітини до 12 мм завдовжки, яйцеподібні, зовнішні — жовтувато-зеленкуваті, зсередини світліші, внутрішні — білі або бруднувато-зеленкувато-білі. Губа рожева. Пиляки жовті. Зав'язь пряма, нескручена. Плід — суха ребриста коробочка коричневого кольору. Насіння надзвичайно дрібне, схоже на пил.
Загалом вид доволі мінливий. Наприклад, деякі рослини позбавлені характерного пурпурового відтінку, а підвид Epipactis purpurata var. rosea, навпаки, не має хлорофілу. Такі рослини виживають за рахунок поживних речовин, які їм постачає мікориза. В Англії знайдено особину з біло-смугастим листям, але невідомо, чи це новий субтаксон, чи лише поодинока мутація.
Число хромосом 2n = 40.

## Екологія

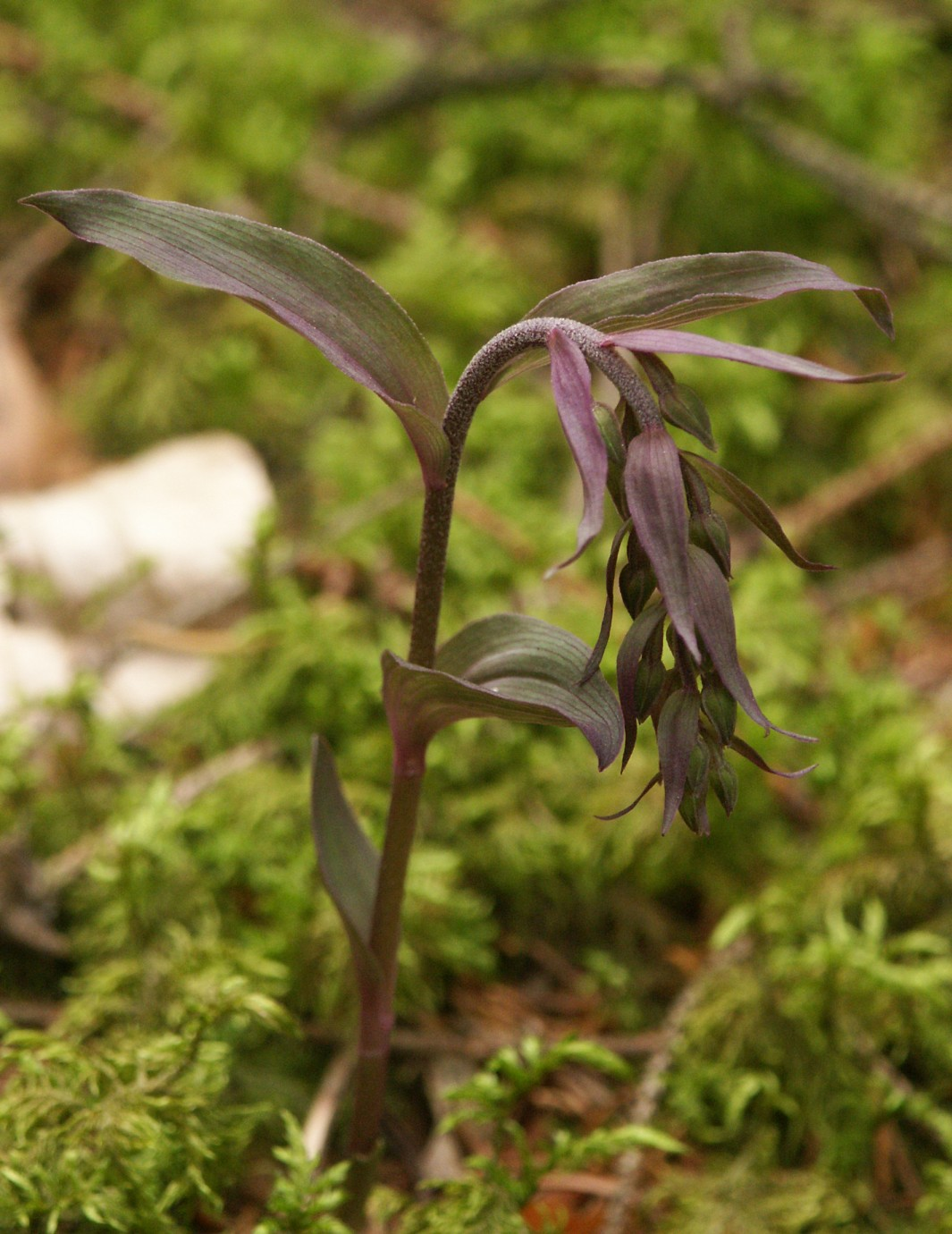
Молода рослина

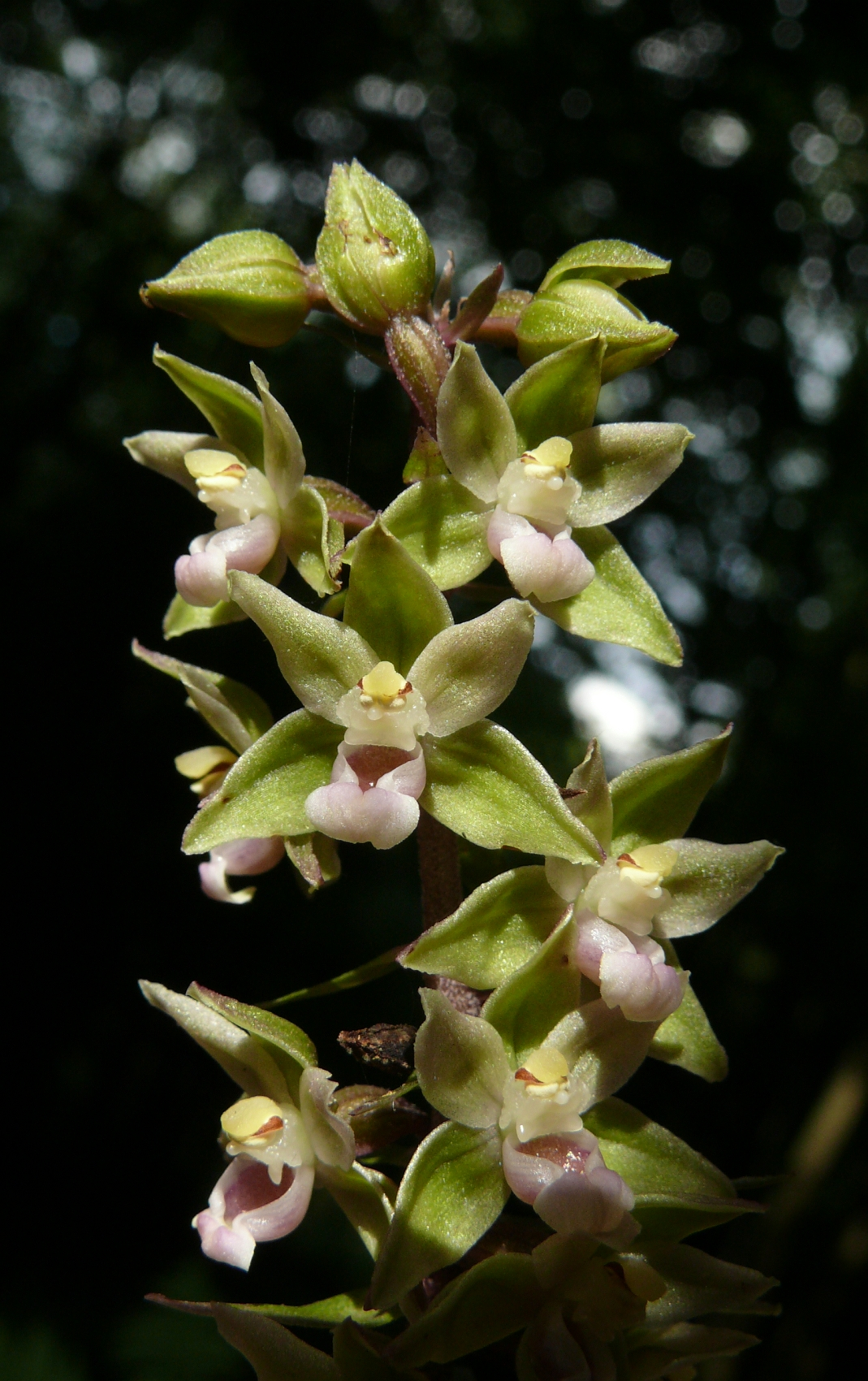
Суцвіття

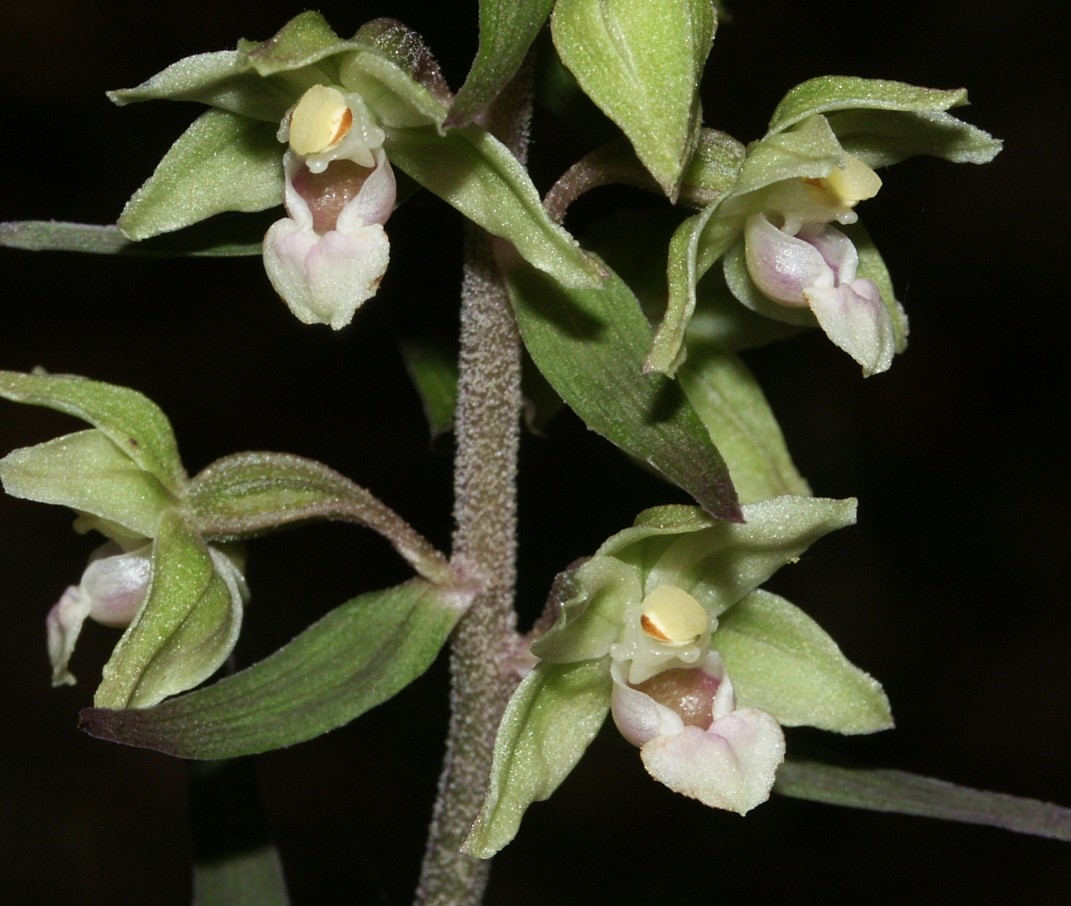
Квіти великим планом

Рослина тіньовитривала, помірно вологолюбна. Типовими місцями зростання коручки пурпурової є грабові, дубово-грабові, букові, ялинові ліси з домішками верби, ліщини, осики, рідше — здичавілі сади, зарості чагарників, узлісся. Вона надає перевагу ділянкам, що добре прогріваються, та глибоким, поживним ґрунтам, багатим на вапно, при цьому pH ґрунту значення не має (частіше зростає на нейтральних, слабокислих і слаболужних).
Розмножується насінням і кореневищем, здатність до відновлення дуже низька. Квітне у липні-вересні. Плодоносить у серпні-жовтні. Запилення перехресне, його здійснюють оси. Нектар цієї орхідеї впливає на комах наче наркотик: сп'янілі оси втрачають здатність орієнтуватися в просторі, надовго залишаються на суцвітті, повзають з квітки на квітку, переносячи при цьому пилок. Насіння проростає тільки за умови зараження симбіотичним грибом. Мікориза, яка утворилася внаслідок співжиття рослини і гриба, зумовлює низьку залежність дорослої орхідеї від інтенсивності фотосинтезу.

## Поширення
Коручка пурпурова родом із Західної і Центральної Європи. На півночі ареал цього виду проходить через Данію і балтійське узбережжя, на заході — через Велику Британію і Францію, на півдні — через Альпи, Балкани, трансільванську частину Румунії. Поза Європою популяції знайдено лише на Кавказі.
В Україні вид знаходиться на східній межі поширення, поширений в Карпатах, Прикарпатті, Розточчі, Поділлі. В горах підіймається до висоти 1500 м.

## Значення та статус виду
Вид занесено до Додатку II Конвенції про міжнародну торгівлю видами дикої фауни та флори, що перебувають під загрозою зникнення (CITES), до Червоних списків у Німеччині, Люксембурзі, Болгарії, Чехії, Данії, Франції, Великій Британії, Польщі. Протягом всього ареалу популяції нечисельні, ізольовані, що пояснюється вузьким екологічним діапазоном. Коручка пурпурова дуже потерпає від зміни біотопів (вирубування лісів, створення штучних хвойних насаджень), рекреаційного навантаження, а також від поїдання оленями.
В Україні цей вид охороняється в заповіднику «Медобори», національних парках Карпатському, «Вижницькому», «Ужанському» і «Подільські Товтри». Для підвищення чисельності потрібно виявляти популяції та захищати їх від витоптування та поїдання тваринами.
Господарського значення не має, але рослина перспективна для розповсюдження як декоративна.

## Систематика
Вперше коручка пурпурова описана в 1814 році під назвою Epipactis viridiflora, пізніше в 1828 році Джеймс Едвард Сміт привласнив виду назву Epipactis purpurata. Оскільки не було впевненості, що перший опис стосувався саме цієї рослини, то чинною залишилась друга назва.
Існують гібриди цього виду з коручкою темно-червоною, чемерникоподібною та іншими маловідомими представниками роду:
- Epipactis × schulzei P.Fourn. (1928) (Epipactis helleborine × purpurata)
- Epipactis × liestalensis A. Camus (1929) (Epipactis atrorubens × purpurata)
- Epipactis leptochila × purpurata
- Epipactis pontica × purpurata
- Epipactis greuteri × purpurata

## Синоніми
| - Epipactis halacsyi Robatsch - Epipactis helleborine var. varians Crantz - Epipactis helleborine subsp. varians (Crantz) H.Sund. - Epipactis helleborine var. violacea (Dur.-Doq.) Rchb.f. - Epipactis helleborine subsp. viridiflora (Hoffm.) O.Schwarz - Epipactis latifolia var. brevifolia Irmisch (1842) - Epipactis latifolia f. foliosa Leimbach ex Dichtl - Epipactis latifolia parvifolia (Pers.) K.Richt. (1890) - Epipactis latifolia var. purpurata (Sm.) Nyman - Epipactis latifolia subsp. purpurata (Sm.) K.Richt. - Epipactis latifolia subsp. purpurea Celak. - Epipactis latifolia var. purpurea (Celak.) Asch. & Graebn. - Epipactis latifolia subsp. varians (Crantz) K.Richt. (1769) - Epipactis latifolia var. varians (Crantz) Asch. - Epipactis latifolia f. varians (Crantz) Dichtl - Epipactis latifolia subsp. violacea (Dur.-Doq.) E.G.Camus - Epipactis latifolia var. violacea Dur.-Doq. (1846) - Epipactis latifolia subsp. viridiflora (Hoffm.) E.G.Camus - Epipactis merediorum Batouek - Epipactis pollinensis B.Baumann & H.Baumann (2000) - Epipactis pseudopurpurata Mered'a - Epipactis purpurata f. chlorophylla (Seeland) P.Delforge - Epipactis purpurata subsp. halacsyi (Robatsch) Kreutz - Epipactis purpurata subsp. kuenkeleana (Akhalk., H.Baumann, R.Lorenz & Mosul.) Kreutz - Epipactis purpurata var. pollinensis (B.Baumann & H.Baumann) P.Delforge - Epipactis purpurata subsp. pollinensis (B.Baumann & H.Baumann) Kreutz - Epipactis purpurata subsp. pseudopurpurata (Mered'a) Kreutz - Epipactis purpurata var. rosea (Erdner) Kreutz - Epipactis purpurata f. rosea (Erdner) P.Delforge | - Epipactis rubiginosa var. stenopetala Waisb. - Epipactis sessilifolia Peterm. (1844) - Epipactis varians (Crantz) H.Fleischm. & Rech. (1905) - Epipactis violacea (Dur.-Doq.) Boreau (1857) - Epipactis violacea f. chlorophylla Seeland - Epipactis viridans f. brevifolia (Irmisch) Zapal. - Epipactis viridiflora (Hoffm.) Krock. (1814) - Epipactis viridiflora subsp. halacsyi (Robatsch) H.Baumann & R.Lorenz - Epipactis viridiflora subsp. kuenkeleana Akhalk., H.Baumann, R.Lorenz & Mosul. - Epipactis viridiflora var. pollinensis (B.Baumann & H.Baumann) Kreutz - Epipactis viridiflora subsp. pollinensis (B.Baumann & H.Baumann) H.Baumann & R.Lorenz - Epipactis viridiflora subsp. pseudopurpurata (Mered'a) Kreutz - Epipactis viridiflora var. rosea (Erdner) Kreutz - Helleborine latifolia var. purpurea (Celak.) Schinz & Thell. - Helleborine latifolia f. rosea (Erdner) Graber - Helleborine latifolia subsp. varians (Crantz) Graber - Helleborine latifolia var. varians (Crantz) Graber - Helleborine latifolia subsp. viridiflora (Hoffm.) Graber - Helleborine purpurata (Sm.) Druce (1909) - Helleborine sessilifolia (Peterm.) Druce - Helleborine varians (Crantz) O.Schwarz - Helleborine violacea (Dur.-Doq.) Druce - Helleborine viridiflora (Hoffm.) Wheldon & Travis - Limodorum violaceum (Dur.-Doq.) Kuntze - Serapias viridiflora (Hoffm.) Deutschl. (1804) - Serapias latifolia var. parvifolia Pers. (1807) - Serapias latifolia var. sylvestris Pers. - Serapias sessilifolia (Peterm.) A.A.Eaton |